# King's Quest IV: The Perils of Rosella
King's Quest IV: The Perils of Rosella is het vierde spel uit de King's Questspelreeks, een avonturenspel van Sierra Entertainment uit 1988. De speler bestuurt het personage prinses Rosella, de dochter van koning Graham van Daventry uit King's Quest I en King's Quest II. Ze is de tweelingzus van Alexander uit King's Quest III.
Dit spel is het enige uit de reeks waar acties in "real time" gebeuren. Alle acties in het spel vinden plaats in een tijdsframe van 24 uur. Sommige acties kan men enkel overdag doen, andere 's avonds.

## Verhaal
Koning Graham heeft een hartaanval gehad. De goede fee Genesta spreekt tot Rosella via de magische spiegel. Rosella dient in het land van Tamir op zoek te gaan naar magisch fruit dewelke haar vader Graham zal genezen. Genesta zal Rosella transporteren met haar magie. Echter, terwijl Rosella in Tamir is, steelt de slechte fee Lolotte de talisman van Genesta waardoor zij geen tovermacht meer heeft. Indien Rosella deze talisman niet vindt, zal ze nooit kunnen terugkeren naar Daventry. Daarom moet ze het vertrouwen van Lolotte zien te vinden en van haar drie opdrachten uitvoeren.
Hoewel er een mogelijkheid bestaat om na uitvoering van alle drie de opdrachten zonder het magische fruit terug te keren, zal dit tot een dramatisch einde van het spel leiden.

## Ontvangst
| Beoordeeld door                       | Jaar | Platform | Score |
| ------------------------------------- | ---- | -------- | ----- |
| Computer and Video Games (CVG)        | 1989 | Atari ST | 91%   |
| Datormagazin                          | 1990 | Amiga    | 90%   |
| Quandary                              | 1995 | DOS      | 90%   |
| Adventure Classic Gaming              | 2000 | DOS      | 80%   |
| Atarimagazin                          | 1989 | Atari ST | 80%   |
| ACE (Advanced Computer Entertainment) | 1989 | DOS      | 77%   |
| Zzap!                                 | 1990 | Amiga    | 76%   |
| Power Play                            | 1989 | DOS      | 72%   |
| Joker Verlag präsentiert: Sonderheft  | 1993 | Amiga    | 70%   |
| Adventure Gamers                      | 2006 | DOS      | 70%   |